# Santi Nereo e Achilleo

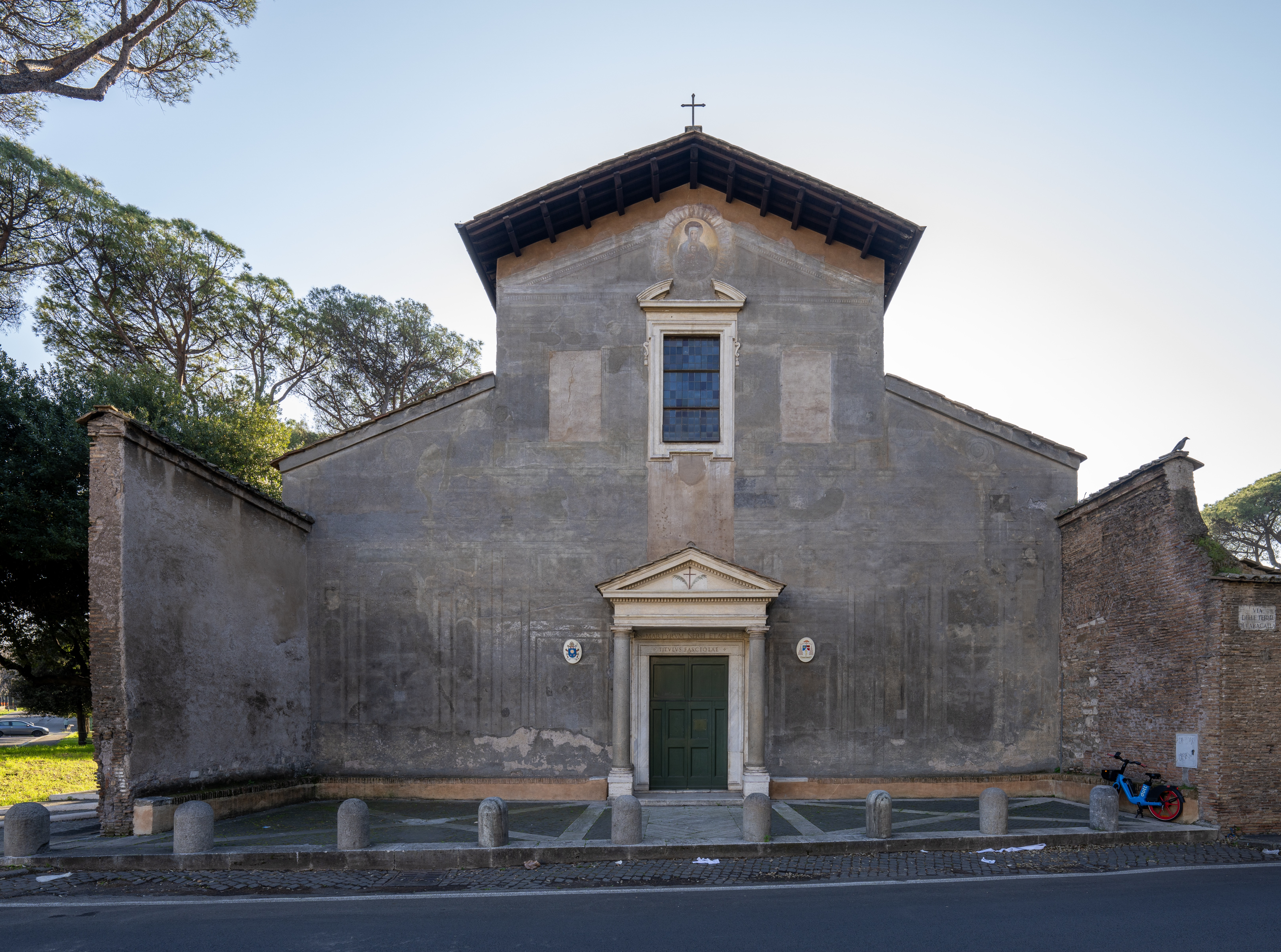
Vooraanzicht van de basiliek

De Santi Nereo e Achilleo is een basiliek in Rome, gewijd aan de heiligen Nereus en Achileus, gelegen in de wijk Celio, nabij de Thermen van Caracalla.

## Geschiedenis
De basiliek is een titelkerk en was dat onder een andere naam al vanaf de vierde eeuw. Een inscriptie uit 377 in de Sint-Paulus buiten de Muren verwijst naar deze kerk, waar melding wordt gemaakt van een zekere Cinammio, die lector was aan de Titulus Fasciolae. Fasciola verwijst naar het bindsel dat Sint-Petrus om zijn voetwonden had, ten gevolge van de verwondingen die hij had opgelopen van de ketenen en die hij - toen hij trachtte te ontsnappen uit de Mamertijnse gevangenis op de plaats van de basiliek verloren zou hebben. In 499 wordt de basiliek genoemd in de handelingen van de synode van paus Symmachus en in 595 wordt naar ditzelfde gebouw verwezen als naar de titulus Sanctorum Nerei et Achillei, waardoor moet worden aangenomen dat de kerk in de zesde eeuw aan deze vierde-eeuwse martelaren werd gewijd. In 814 liet paus Leo III de kerk restaureren en werden de relieken van de heilige martelaren vanuit de Catacombe van Domitilla overgebracht naar de basiliek. Vanaf 1320 was er geen kardinaal-priester meer verbonden aan deze titelkerk. Paus Sixtus IV herstelde de kerk en de titel ter gelegenheid van het Jubeljaar 1475.
In 1600 vond de laatste grote restauratie plaats onder supervisie van kardinaal Caesar Baronius, die zelf titularis van de basiliek was, en die de oude Sint-Pietersbasiliek als voorbeeld nam voor het inrichten van het koor, waarbij met name aandacht werd besteed aan de opstelling van de heilige relieken. Dit niet in de laatste plaats om de aantrekkelijkheid van de basiliek voor pelgrims te vergroten.

## Interieur van de basiliek

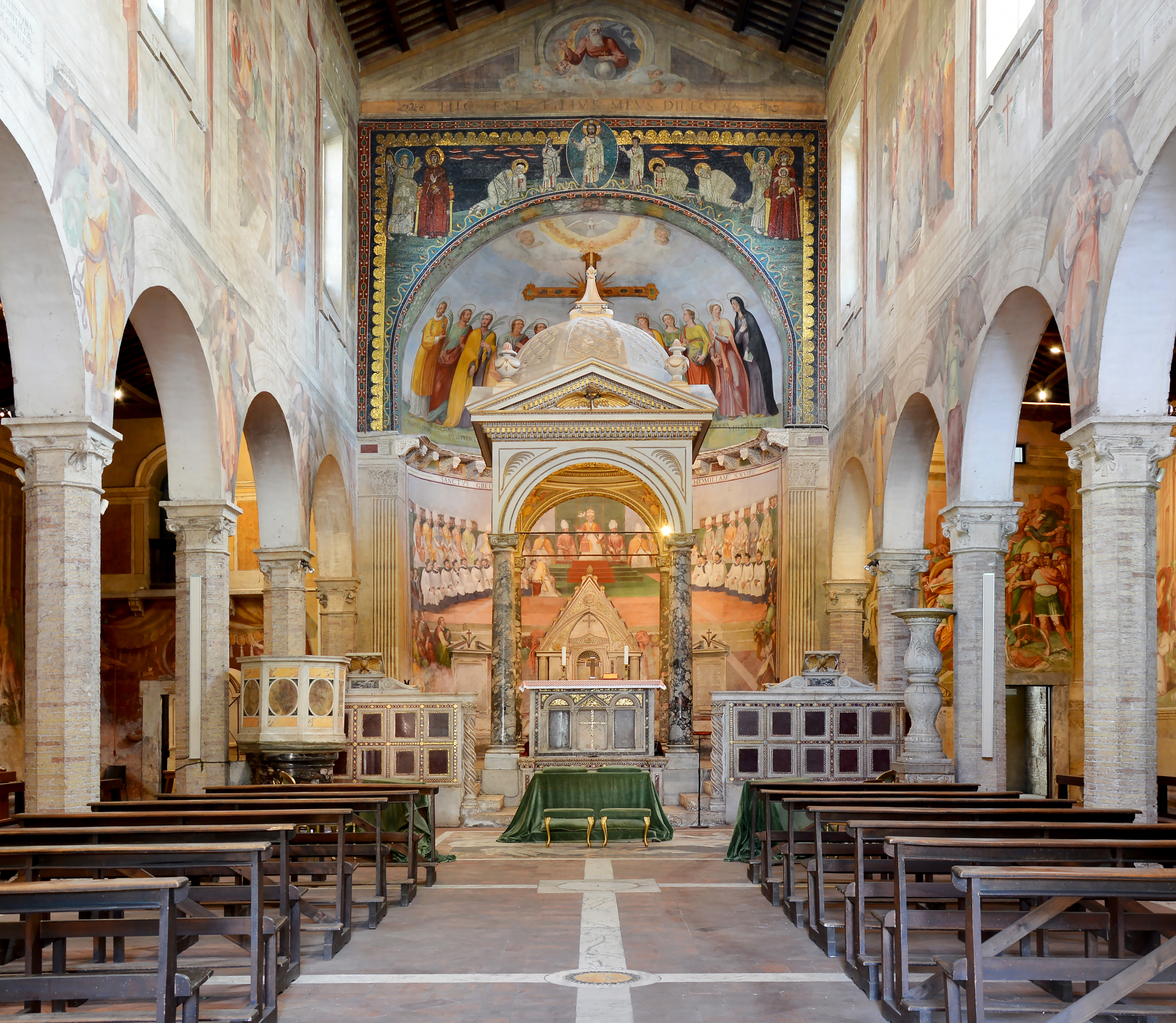
Schip van de kerk met het hoofdaltaar

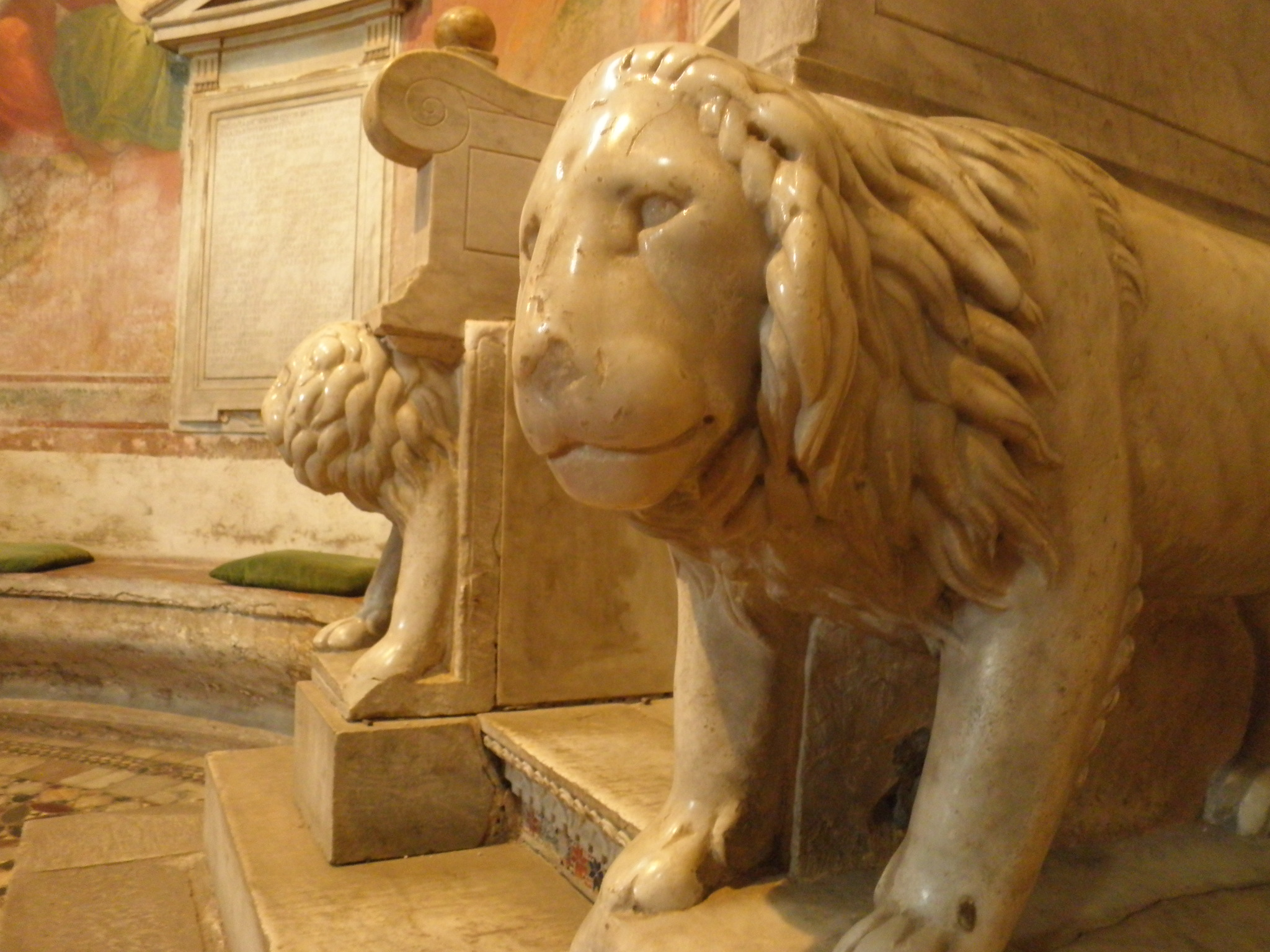
leeuwen bij de bisschoppelijke troon

De kerk heeft - achter de pretentieloze gevel - een typisch basiliekbouw met een schip en twee zijbeuken. De fresco's zijn - op last van Baronius - gemaakt door Niccolò Circignani en stellen - soms gruwelijke - scènes uit het leven van de martelaren voor. De preekstoel is geplaatst op een porfieren zuil uit de thermen van Caracalla. Het hoofdaltaar bevat de relieken van de heiligen naar wie de basiliek is vernoemd alsook van de heilige Flavia Domitilla, aan wie de gelijknamige catacombe hun naam dankt. In de apsis bevindt zich een bisschoppelijk troon die wordt bewaakt door marmeren leeuwen. Op de rugleuning van deze zetel is een inscriptie aangebracht met woorden uit de achtentwintigste preek van Gregorius de Grote, die hij gesproken heeft bij het graf van de martelaren in de Catacombe van Domitilla. Baronius, die niet wist dat de relieken van de martelaren zich eerst daar hadden bevonden, liet de - derhalve abusieve - mededeling volgen dat Gregorius deze woorden in de basiliek had uitgesproken.

## Titelkerk
Sinds 28 november 2020 is Celestino Aós Braco titelkardinaal. Eerder tituli waren onder andere Felice Anicio Frangipane (de latere paus Felix III), Pierre Roger de Beaufort-Turenne (de latere paus Clemens VI), Pietro La Fontaine, Erba-Odescalchi, Celso Costantini, William Godfrey en Theodore Edgar McCarrick.
Sant'Agnese fuori le mura · 
Sant'Agnese in Agone · 
Sant'Agostino · 
Sant'Alberto Magno · 
Basilica di Santa Anastasia · 
Sant'Andrea al Quirinale · 
Sant'Andrea delle Fratte · 
Sant'Andrea della Valle · 
Sant'Andrea in Via Flaminia · 
Sant'Angela Merici · 
Santi Angeli Custodi a Città Giardino · 
Sant'Anselmo all'Aventino · 
Sant'Antonio da Padova all'Esquilino · 
Sant'Antonio da Padova in Via Tuscolana · 
Sant’Antonio di Padova a Circonvallazione Appia · 
Sant'Antonio in Campo Marzio · 
Sant'Apollinare alle Terme Neroniane-Alessandrine · 
Sant'Atanasio · 
Sant'Atanasio a Via Tiburtina · 
Santi Aquila e Priscilla · 
Santa Balbina · 
San Bernardo alle Terme · 
Santi Bonifacio e Alessio · 
San Callisto · 
San Camillo de Lellis · 
San Carlo ai Catinari · 
San Carlo al Corso · 
Basiliek van Santa Cecilia in Trastevere · 
San Cesareo in Palatio · 
Santa Chiara a Vigna Clara · 
San Clemente · 
San Corbiniano · 
Santi Cosma e Damiano in Via Sacra · 
San Crisogono · 
Santa Croce in Gerusalemme · 
Santa Croce in Via Flaminia · 
Sacro Cuore di Cristo Re · 
Sacro Cuore di Gesù · 
Sacro Cuore di Gesù agonizzante a Vitinia · 
Dio Padre Misericordioso · 
Santi XII Apostoli · 
San Domenico di Guzman · 
Santi Domenico e Sisto · 
Sant'Elena fuori Porta Prenestina · 
Sant'Eligio dei Ferrari · 
Sant'Emerenziana a Tor Fiorenza · 
Sant'Eugenio · 
Sant'Eusebio · 
Santi Fabiano e Venanzio a Villa Fiorelli · 
San Felice da Cantalice a Centocelle · 
Santa Francesca Romana · 
San Francesco a Ripa · 
San Francesco di Paola ai Monti · 
Friezenkerk · 
San Frumenzio ai Prati Fiscali · 
Il Gesù · 
Gesù Divino Lavoratore · 
San Giacomo in Augusta · 
San Gioacchino ai Prati di Castello · 
Santi Gioacchino e Anna al Tuscolano · 
San Giovanni a Porta Latina · 
San Giovanni Bosco in via Tuscolana · 
San Giovanni Crisostomo a Monte Sacro Alto · 
San Giovanni dei Fiorentini · 
Santi Giovanni e Paolo · 
Santi Giovanni Evangelista e Petronio · 
San Giovanni Maria Vianney · 
San Girolamo dei Croati · 
San Giuliano Martire · 
San Giustino · 
Gran Madre di Dio · 
San Gregorio Magno al Celio · 
San Gregorio Magno alla Magliana Nuova · 
San Gregorio VII · 
Sant'Ignazio · 
Sint-Jan van Lateranen · 
Sint-Juliaan-der-Vlamingen · 
San Leonardo da Porto Maurizio · 
San Leone I · 
San Liborio · 
San Lorenzo in Damaso ·  
San Lorenzo in Lucina · 
San Lorenzo in Panisperna · 
San Luca a Via Prenestina · 
San Luigi dei Francesi · 
Santuario della Madonna del Divino Amore · 
Madonna dell'Archetto - 
Santi Marcellino e Pietro · 
San Marcello al Corso · 
San Marco · 
Santa Maria ai Monti · 
Santa Maria Ausiliatrice in Via Tuscolana · 
Santa Maria Consolatrice al Tiburtino · 
Santa Maria degli Angeli e dei Martiri · 
Santa Maria dei Miracoli en Santa Maria in Montesanto · 
Santa Maria dell'Anima · 
Santa Maria della Pace · 
Santa Maria della Salute a Primavalle · 
Santa Maria della Scala · 
Santa Maria della Vittoria · 
Santa Maria delle Grazie a Via Trionfale · 
Santa Maria del Popolo · 
Santa Maria del Suffragio · 
Santa Maria di Monserrato · 
Santa Maria Domenica Mazzarello · 
Santa Maria Goretti · 
Santa Maria Immacolata a Grottarossa · 
Santa Maria in Aquiro · 
Santa Maria in Aracoeli · 
Santa Maria in Campitelli · 
Santa Maria in Cappella · 
Santa Maria in Domnica · 
Santa Maria in Transpontina · 
Santa Maria in Trastevere · 
Santa Maria in Trivio · 
Santa Maria in Vallicella · 
Santa Maria in Via · 
Santa Maria in Via Lata · 
Santa Maria Liberatrice a Monte Testaccio · 
Santa Maria Madre della Providenza a Monte Verde · 
Santa Maria Madre del Redentore a Tor Bella Monaca · 
Basiliek van Santa Maria Maggiore · 
Santa Maria Regina degli Apostoli alla Montagnola · 
Santa Maria Regina Mundi a Torre Spaccata · 
Santa Maria sopra Minerva · 
Santa Beata Maria Vergine Addolorata a piazza Buenos Aires · 
San Martino ai Monti · 
Natività di Nostro Signore Gesù Cristo a Via Gallia · 
Santi Nereo e Achilleo · 
San Nicola in Carcere · 
Santissimo Nome di Maria al Foro Traiano · 
Nostra Signora del Sacro Cuore · 
Ognissanti in Via Appia Nuova · 
Sant'Onofrio · 
Sint-Pancratiusbasiliek · 
Pantheon (Rome) · 
San Patrizio ·
Sint-Anna in Lateranen ·
Sint-Paulus buiten de Muren · 
Sint-Pietersbasiliek · 
Santi Pietro e Paolo a Via Ostiense · 
San Pietro in Montorio · 
San Pietro in Vincoli · 
Santa Prassede · 
Preziosissimo Sangue di Nostro Signore Gesù Cristo · 
Santa Prisca · 
Santa Pudenziana · 
Santi Quattro Coronati · 
Santi Quirico e Giulitta · 
Santissimo Redentore e Sant'Alfonso in Via Merulana · 
Santa Sabina · 
San Salvatore in Lauro · 
Sint-Sebastiaan buiten de Muren · 
San Silvestro in Capite · 
Santi Simone e Giuda Taddeo a Torre Angela · 
Sixtijnse Kapel · 
Santa Sofia a Via Boccea · 
Santa Susanna · 
Tempietto van San Pietro in Montorio · 
Santa Teresa al Corso d’Italia · 
Trinità dei Monti · 
Sant’Ugo · 
Beata Vergine Maria del Monte Carmelo a Mostacciano · 
Basilica di San Vitale